# Schweizer Journalist:in
Schweizer Journalist:in (bis 2021 Der Schweizer Journalist) ist eine seit Ende 2005 erscheinende Fachzeitschrift für Journalisten. Im 2021 änderte die Zeitschrift ihren Namen im Rahmen eines umfassenden Relaunches zur geschlechtergerechten Form Schweizer Journalist:in.

## Allgemeines
Schweizer Journalist:in erscheint sechsmal jährlich im Medienfachverlag Oberauer, Salzburg, der unter anderem auch die Medienfachzeitschriften Medium Magazin und Österreichs Journalist:in sowie den Mediendienst Newsroom.de verlegt. Herausgeberin der Fachzeitschrift Schweizer Journalist:in ist die Journalistin und Autorin Margrit Sprecher.
Die Zeitschrift ist spezialisiert auf den Printbereich und wendet sich vor allem an Journalisten in der Schweiz. Die Druckauflage beträgt laut Mediadaten durchschnittlich 5100 Exemplare.
Das Magazin zeichnet unter dem Namen 30 unter 30 jährlich dreissig vielversprechende Nachwuchsjournalistinnen und -journalisten aus und wählt in einem Publikumsvoting in verschiedenen Kategorien die Journalistinnen und Journalisten des Jahres.

## Leitung
Anfang 2016 war Kurt W. Zimmermann Chefredaktor; er folgte auf Markus Wiegand. Im April 2019 übernahm David Sieber, früher Chefredaktor der Südostschweiz und der Basellandschaftlichen Zeitung, die Chefredaktion. Seit 2022 ist Marcus Hebein Chefredaktor.